# Région (Danemark)
Pour les articles homonymes, voir Région.

Les régions du Danemark.

Une région (en danois : region) est une collectivité territoriale décentralisée du Royaume du Danemark. Elle constitue le premier échelon de l'administration territoriale du pays, le deuxième étant la commune.
Le Danemark métropolitain est divisé en cinq régions, qui se sont substituées aux amter à la suite d'une réforme territoriale danoise entrée en vigueur le 1er janvier 2007. Elles sont composées de communes. Les régions danoises diffèrent de par leur géographie physique, leur superficie et leur population. Ainsi, plus de 30 % des habitants du Danemark vivent dans la région de la capitale du Danemark (en danois : Hovedstaden), qui pourtant en constitue la plus petite région.
L'archipel Ertholmene, 39 hectares (0,39 km²), et peuplé de 90 habitants (2014), situé au nord-est de l'île de Bornholm, ne fait partie d'aucune région.

## Administration

### Compétence
L'organisation territoriale du Danemark est décentralisée. Leur administration est libre : l'article 82 de la Constitution danoise prévoit à ce titre que "Le droit des communes de s'administrer librement sous la surveillance de l'État sera réglé par la loi", bien qu'aucune indication autre que la compétence de la loi ne soit précisée.
Elles ne sont pas souveraines et ne disposent pas à ce titre de la compétence législative.
Les Régions sont compétentes dans les affaires qui leur ont été assignées et qui ne sont pas expressément des prérogatives de l'État danois. Comme les Régions françaises, elles n'ont donc pas de clause de compétence générale.
Les régions sont compétentes pour :
- La santé publique ;
- Le développement régional ;
- L’environnement ;
- Le tourisme ;
- L’éducation ;
- La culture ;
- L’aménagement ;
- Certains services sociaux ;
- L’éducation spécialisée, et
- Les transports.

Contrairement aux comtés danois, elles n'ont pas de blasons mais utilisent de simples logotypes.

### Élections et organisation des services
Chaque région est administrée par un Conseil régional composée de 41 membres qui élisent leur Président (en danois : regionsrådsformand) parmi ses membres. Le Conseil régional est élu tous les quatre ans au même moment que les élections municipales. Les dernières élections se sont déroulées le 21 novembre 2017.
Le Conseil régional élit un comité d'entreprise composé de 11 à 19 membres, compétent pour l'administration de l'économie et du personnel des régions ainsi que de la préparation du projet de budget régional.

### Financement
Les régions ne peuvent lever leurs propres impôts ni en créer. Elles disposent d'un budget propre, financé pour une grande partie, par des dotations globales attribuées par l'État elles-mêmes financées par une taxe locale et l'impôt sur le revenu perçus par le gouvernement central. Le reste est financé par une taxe collectée par les municipalités qui la composent.
En moyenne, 90 % du budget de la région est alloué au financement de la sécurité sociale ; en effet, la réforme de 2007 qui les a créés avait pour objectif de recentrer les services sociaux à la compétences des municipalités.

### Services déconcentrés
Les régions sont chacune doublées d'une administration déconcentrée des services de l'État qui recoupe donc leur division. Ils représentent l'État central et dépendent des services du Ministère de l'Intérieur et de la Santé. Ces services gèrent chacun un office dont les compétences sont semblables aux préfectures françaises : ils ont d'abord une compétence administrative en matière d'adoption, de citoyenneté et de divorce. Ils ont également une compétence juridictionnelle d'appel : les citoyens souhaitant faire appel des décisions administratives prises par les municipalités et les régions doivent le faire devant cet organe.

## Liste des régions
| Drapeau | Région                        | Capitale               | Municipalité principale | Munici- palités | Population (2009) | Superficie (km²) | Densité (hab./km²) | localisation |
| ------- | ----------------------------- | ---------------------- | ----------------------- | --------------- | ----------------- | ---------------- | ------------------ | ------------ |
|         | Jutland du Nord (Nordjylland) | Aalborg (Ålborg)       | Aalborg (Ålborg)        | 11              | 0580 515          | 07 927           | 073,2              |              |
|         | Jutland central (Midtjylland) | Viborg (Viborg)        | Aarhus (Århus)          | 19              | 1 247 732         | 13 142           | 094,4              |              |
|         | Danemark du Sud (Syddanmark)  | Vejle (Vejle)          | Odense (Odense)         | 22              | 1 199 667         | 12 191           | 098,4              |              |
|         | Région-Capitale (Hovedstaden) | Hillerød (Hillerød)    | Copenhague (København)  | 29              | 1 662 285         | 02 561           | 649,1              |              |
|         | Sjælland (Sjælland)           | Sorø (Sorø)            | Roskilde (Roskilde)     | 17              | 0821 252          | 07 273           | 112,9              |              |
|         | Danemark (Danmark)            | Copenhague (København) | Copenhague (København)  | 98              | 5 511 451         | 43 094           | 127,9              |              |

## Anciens amter correspondant aux régions
Les amter (qui ont existé entre 1970 et 2006) et trois villes à statut spécial ont été redécoupés et regroupés en régions de la façon suivante :
| Région (2007–)                | Anciens amter inclus en totalité                                                                                      | Anciens amter redécoupés | Villes spéciales incluses |
| ----------------------------- | --- | --- | --- |
| Jutland du Nord (Nordjylland) | - Amt du Jutland du Nord (Nordjyllands Amt)                                                                           | - Amt de Viborg (Viborg Amt) : partie nord - Amt d'Aarhus (Århus Amt) : petite partie                                          | |
| Jutland central (Midtjylland) | - Amt de Ringkjøbing (Ringkjøbing Amt)                                                                                | - Amt de Viborg (Viborg Amt) : partie sud - Amt d'Aarhus (Århus Amt) : majeure partie - Amt de Vejle (Vejle Amt) : partie nord | |
| Danemark du Sud (Syddanmark)  | - Amt du Jutland du Sud (Sønderjyllands Amt) - Amt de Ribe (Ribe Amt) - Amt de Fionie (Fyns Amt)                      | - Amt de Vejle (Vejle Amt) : partie sud                                                                                        | |
| Hovedstaden (Hovedstaden)     | - Amt de Copenhague (Københavns Amt) - Amt de Frederiksborg (Frederiksborg Amt)                                       | | - Municipalité de Copenhague (Copenhagen) - Municipalité de Frederiksberg (Frederiksberg) - Commune régionale de Bornholm (Bornholms Regionskommune) |
| Sjælland (Sjælland)           | - Amt de Roskilde (Roskilde Amt) - Amt de Storstrøm (Storstrøms Amt) - Amt du Sjælland-Occidental (Vestsjællands Amt) | | |

## Sources